# Расета, Жозеф
Жозеф-Дельфин Расета (малаг. Joseph Raseta-Delphin; 9 декабря 1886, Марувуай, Боэни — 5 октября 1979, Антананариву) — мадагаскарский интеллектуал и политик, деятель национально-освободительного движения на Мадагаскаре.

## Биография

### Ранние годы
По происхождению из касты хува народа мерина, внук командующего в Махадзанге во время Первой франко-малагасийской войны 1883—1885 годов и сын дека (адъютанта) премьер-министра Райнилайаривуни, губернатора в провинции Ибоина.
После учебы в Тананариве (современное Антананариву) у братьев христианских школ (католических) и в Квакерском колледже зарубежных зарубежных миссий друзей поступил в медицинскую школу Антананариву, которую окончил в 1908 году. Работая по специальности в 1909-1922 годах, во время отпуска в Антананариву в октябре 1915 года присоединился к подпольной антиколониальной организации «Ви, вату, сакелика» (ВВС). Ядро тайного общества составляли такие же, как он, выпускники и учащиеся медицинской школы из числа хува мерина. В начале 1916 года руководители и многие участники ВВС были признаны виновными в заговоре против государства, но Расета к ответственности не был привлечен.

### Начало активизма
Работая с 1922 года бесплатным врачом в Тулиаре, в 1926 году стал корреспондентом антиколониалистской газеты L’Opinion de Diego Suarez. Его подвергали политическим преследованиям, в том числе за сбор пожертвований в пользу Жана Ралаймунгу в 1929-1930 годах. В 1933 году он был приговорён к штрафу в размере 500 франков и трехлетнему запрету на проживание «за неуважение к генерал-губернатору», но затем выиграл апелляцию. Отстраненный от медицинской практики и привлеченный к ответственности за непредумышленное убийство в 1935 году после смерти одного из его индийских пациентов, умершего от диабетической гангрены, он был снова оправдан по апелляции.
Участвовал в работе образованной в августе 1936 года и распущенной в 1939 году малагасийской секции Французской коммунистической партии и связанных с компартией структур: присоединился к МОПР, которое представляло ФКП за рубежом, а в 1934 году — к Антиимпериалистической лиге во Франции. Совместно с Жозефом Равуаханги основал в 1936 году первый на Мадагаскаре профсоюз. Сотрудничал с L’Aurore Malgache, затем с новой версией Opinion, новой газетой La Nation malgache (1935), а также с коммунистической печатью — L’Humanité и Prolétariat malgache, созданным в конце 1936 года органом Коммунистической партии Региона Мадагаскар (ПКРМ).
Приговорённый профашистскими вишистскими властями к двум годам заключения в лагере Мураманга, он был освобождён в мае 1943 года и возобновил свою политическую активность. В том же году в сотрудничестве с Равуаханги и французским биологом и будущим коммунистом Пьером Буато организовал Союз профсоюзов Всеобщей конфедерации труда (ВКТ) на Мадагаскаре.

### Депутат Учредительного собрания
Избранный в Учредительное собрание в 1945 году с 5476 голосами из 26047 зарегистрированных и 11977 участвовавших в выборах. На парламентских выборах 2 июня 1946 года переизбран депутатом с 13529 голосами из 32317 зарегистрированных и 23302 избирателей. Отправившись во Францию в конце 1945 года, в феврале 1946 года вместе с Равуаханги основал в Париже массовую политическую партию Демократическое движение за малагасийское возрождение, требовавшую для острова статуса свободного государства в рамках Французского Союза. Стал председателем (президентом) новой партии. Выступал с требованием полной независимости Мадагаскара, но в первом Учредительном собрании оставался осторожен, лишь в трёх случаях участвовал в обсуждении законопроекта об установлении избирательной системы, состава, функционирования и компетенции местных собраний за рубежом. 21 марта 1946 года представил законопроект с просьбой присвоить Мадагаскару статус «Свободное государство во Французском союзе», но его отправили обратно в комитет, где он остался похоронен в бюрократических проволочках. Во втором Учредительном собрании он повторяет свою просьбу в форме предложения о принятии резолюции, требуя 9 августа 1946 года, что также было проигнорировано.

### Суд и приговор
Избран депутатом Национального собрания Франции 10 ноября 1946 года 21639 голосами (из 86181 зарегистрированных и 41447 избирателей), вернулся в метрополию 9 марта 1947 года. Назначен в Комиссию по семье, народонаселению и общественному здравоохранению Национального собрания 28 января 1947 года. 6 мая бросил вызов правительству в отношении политики того на Мадагаскаре после начала Малагасийского восстания 1947—1948 годов, но 20 мая предстал перед парламентской комиссией под председательством Мориса Виоллета. Расета отверг всякую причастность к повстанческому движению и дистанцировался от него, однако после долгих дебатов 4 июня его неприкосновенность была снята 6 июня 234 голосами против 195.
Арестован и переведён в Антананариву, привлечён к ответственности в «процессе над парламентариями» (июль-сентябрь 1948), по окончании которого был приговорён к смертной казни 4 октября 1948 года. После отклонения его кассационной жалобы 7 июля 1949 года президент Винсент Ориоль под давлением французской общественности, прежде всего ФКП, смягчил приговор, заменив его на пожизненное тюремное заключение 15 июля. Был депортирован на Коморские острова, затем переведён в Кальви на Корсике в октябре 1950 года перед освобождением по состоянию здоровья. В августе 1955 года выслан в Приморские Альпы, поселился в Грассе, затем в Каннах.

### Деятель независимости Мадагаскара
Всё ещё влиятельный в националистических кругах, он поддержал Станисласа Ракутунирину в 1956 году, вместе с Жаком Рабеманандзарой выступил с призывом к единству действий всех малагасийских националистов на провинциальных выборах 1955 года. Выступил за созданную в 1958 году новую Партию конгресса независимости Мадагаскара (АКФМ) — левую, просоветскую и националистическую. Выступал против Филиберта Цирананы и Французского сообщества. Попытавшись вернуться на Мадагаскар с помощью коммунистов в июле 1959 года, он был арестован в Джибути и возвращён во Францию.
Вернувшись, наконец, на родину 19 июля 1960 года, он присоединился к АКФМ в августе и был избран депутатом Национального собрания Малагасийской Республики от Антананариву против Жозефа Равуаханжи. В начале своего парламентского срока в мае 1961 года как старейший член собрания отличился резкой речью против правительства. Представлял политическую группировку Самбатра, выступавшую за подлинную национальную независимость страны. Однако, получив меньшее поддержку у умеренных из АКФМ, сторонников компромисса с Цирананой, он покинул эту партию и в 1963 году основал партию Малагасийский народный фронт (FIPIMA), вошедший в 1964 в коалиционное Движение за национальное обновление, председателем которого он стал. Будучи кандидатом на президентских выборах 1965 года против Цирананы, он потерпел сокрушительное поражение, получив только 2 % голосов. К концу 1960-х годов Движение за национальное обновление распалось, и Расета отошёл от активной политической деятельности.
После падения в 1972 году режима президента Цирананы Расета выступал за «единство всех демократических сил и прогрессивный путь развития страны». С провозглашением Дидье Рациракой Демократической Республики Мадагаскар поддержал Хартию малагасийской социалистической революции, его чествовали как «героя революции» и произвели в Великого кавалера Ордена борцов Малагасийской революции. Умер в Антананариву 5 октября 1979 года.